# Csömör
Csömör is een plaats (nagyközség) en gemeente in het Hongaarse comitaat Pest. Csömör telt 8433 inwoners (2007).

## Geboren
- Attila Valter (12 juni 1998), wielrenner